# 卡西廖
卡西廖（義大利語：Cassiglio），是意大利贝加莫省的一个市镇。总面积14.03平方公里，人口120人，人口密度8.6人/平方公里（2009年）。国家统计（ISTAT）代码为016061。